# Zur Erinnerung
Zur Erinnerung ist ein Lied des deutschen Rappers Ferris MC. Der Song ist die erste Singleauskopplung seines vierten Studioalbums Audiobiographie und wurde am 28. September 2003 veröffentlicht.

## Hintergrund
In den Jahren 2002 und 2003 als Ferris die Texte für das Album Audiobiographie und somit auch Zur Erinnerung schrieb, war er in finanziellen Nöten. Erst durch den Erfolg der Hitsingle wurden seine Geldsorgen beseitigt. Laut eigener Aussage basiert das Lied auf einer wahren Geschichte.

## Inhalt
Der Song dreht sich um die Freundschaft zwischen Ferris MC und seinem besten Kumpel und wird von dem Rapper in der Vergangenheitsform vorgetragen: Beide lernten sich im Tagesheim kennen und wurden mit neun Jahren die besten Freunde. Bald darauf machten sie die ersten Erfahrungen mit Alkohol und Pornografie. Sie schwänzten die Schule und umgaben sich lieber mit Älteren und meistens arbeitslosen Leuten, durch die sie in Kontakt mit Drogen wie Haschisch kamen. Ihre Neugierde wurde immer größer und beide brachen in Autos, Häuser sowie Läden ein und lebten mit 14 Jahren nur noch von Partys und Drogen. Ferris’ Freund erlitt schließlich aufgrund des Drogenmissbrauchs Angstzustände und Psychosen, weshalb er in eine Psychiatrie eingewiesen wurde. Dort bekam er Psychopharmaka, die seinen Zustand noch weiter verschlimmerten. Nachdem er aus der Psychiatrie entlassen wurde und seine Oma starb, beging er mit 19 Jahren Suizid, indem er sich vor einen Lastwagen warf.

## Produktion
Das Instrumental des Lieds wurde von dem Stuttgarter Musikproduzent DJ Thomilla produziert.

## Musikvideo
Bei dem zum Song gedrehten Video, das sich stark am Text orientiert, führte Peter Thorwarth Regie.
Anfangs geht Ferris MC im Regen über einen Friedhof. Als er beginnt zu rappen, werden Rückblicke auf die Kindheit von ihm und seinem Freund gezeigt. Beide trinken Alkohol und sehen sich Pornohefte an, während sich Ferris’ Mutter über den Lebensstil aufregt. Sie rauchen Cannabis, brechen in Autos ein und prügeln sich mit anderen Jugendlichen. Die Ausschweifungen werden immer größer und beide schnüffeln Kleber, zünden einen Mercedes an und nehmen an exzessiven Partys teil. Ferris’ Freund erleidet schließlich Psychosen, wird mit dem Krankenwagen abgeholt und in eine Psychiatrie gebracht, wo er ruhig gestellt wird. Als Ferris ihn dort besucht, nimmt ihn sein Kumpel nicht mehr wahr und zeigt kaum noch eine Regung. Am Schluss wirft sich der Freund von einer Autobahnbrücke vor einen Lastwagen. Zwischendurch werden Szenen von Ferris MC gezeigt, der im Regen vor einem Grabstein rappt.

## Single

### Covergestaltung
Das Singlecover zeigt Ferris MC, der einen grauen Hoodie trägt und in einem Feld hockt. Am Himmel über ihm sind dunkle Wolken zu sehen und hinter ihm kann man die Silhouetten von Häusern erkennen. Im oberen Teil des Bildes stehen die weißen Schriftzüge Ferris MC und Zur Erinnerung.

### Chartplatzierungen
Zur Erinnerung stieg am 13. Oktober 2003 in die deutschen Single-Charts ein und erreichte am 24. November mit Platz 9 die Höchstposition. Insgesamt hielt sich das Lied 18 Wochen in den Top 100. In Österreich belegte der Song Rang 67 (5 Wo.) und in der Schweiz Platz 49 (7 Wo.).
In den deutschen Jahrescharts 2003 belegte die Single Position 64.
| ChartsChartplatzierungen | Höchstplatzierung | Wochen |
| ------------------------ | ----------------- | ------ |
| Deutschland (GfK)        | 9 (18 Wo.)        | 18     |
| Österreich (Ö3)          | 67 (5 Wo.)        | 5      |
| Schweiz (IFPI)           | 49 (7 Wo.)        | 7      |

| ChartsJahrescharts (2003) | Platzierung |
| ------------------------- | ----------- |
| Deutschland (GfK)         | 64          |

## Fortsetzungen
Im Jahr 2017 erschien der Song Zur Erinnerung Reloaded auf dem Album König von Deutschland des Rappers Eko Fresh, den dieser zusammen mit Ferris MC aufnahm. Zu diesem Lied wurde ebenfalls ein Musikvideo veröffentlicht.
Außerdem nahm Ferris MC 2020 eine Rockversion von Zur Erinnerung auf.